# Marta Sales
Marta Sales Pardo (Barcelona, 1976) es una física estadística española, especializada en sistemas complejos y ciencia de redes. Destaca por sus contribuciones a redes complejas, estudiando tanto sistemas sociales como bioquímicos, especialmente la contribución de cada nodo o individuo a la red general. En 2024, consiguió un ERC Synergy Grant del Consejo Europeo de Investigación (ERC).

## Trayectoria
Se licenció en Ciencias físicas en 1998 en la Universidad de Barcelona. Unos años más tarde, en 2002, se doctoró en esta misma universidad con la tesis titulada Large Scale Excitations in Disordered Systems (Excitaciones a gran escala en sistemas desordenados). En este trabajo, Sales estudia cómo ciertos materiales desordenados, como los vidrios de espín (un tipo especial de imán), evolucionan con el tiempo y responden a cambios de temperatura. En estos sistemas, las interacciones entre partículas son caóticas y generan estados muy complejos y difíciles de predecir.
En 2003, se convirtió en investigadora postdoctoral en el Departamento de Ingeniería Química y Biológica de la Universidad Northwestern. Obtuvo la beca Fulbright en 2004 durante dos años y, en 2008, se convirtió en profesora asistente de investigación en la misma universidad Northwestern. Desde 2010, es profesora asociada de la Universidad Rovira i Virgili en el Departamento de Ingeniería Química. Sus investigaciones han recibido diversas menciones en el Programa Fulbright y en el Programa ICREA, entre otros.
Sales es conocida por sus estudios sobre redes complejas como, por ejemplo, un artículo que estudia la significación estadística de la modularidad en redes complejas generadas de forma aleatoria. Sus trabajos más citados analizan cómo extraer datos de redes grandes y complejas con precisión, capturando con éxito las propiedades de la distribución extraída.
En 2024, el Consejo Europeo de Investigación (ERC) concedió a Sales un ERC Synergy Grant, una subvención cuyo objetivo es fomentar la colaboración entre equipos de investigación de élite para enfrentar desafíos científicos complejos. Sales co-liderará, durante 6 años, el proyecto CircuitEvolution junto a dos equipos del Laboratorio de Biología Molecular de la Universidad de Cambridge en Reino Unido y de la Universidad Rockefeller en Estados Unidos. El foco del proyecto es la conectómica de diversas especies de mosca, para descifrar cómo cambian los circuitos neuronales con el comportamiento y qué aspectos de estos circuitos se conservan entre distintas especies.

## Reconocimientos
En 2021, Marta Sales Pardo fue nombrada miembro de la Network Science Society "por sus contribuciones a la comprensión de la organización de redes a gran escala y por el desarrollo de modelos generativos y metodologías de inferencia para redes complejas". Fue la primera mujer española en obtener este reconocimiento.